# Сехгал, Зохра
Зохра Сехгал (англ. Zohra Sehgal, хинди ज़ोहरा सहगल; 27 апреля 1912 — 10 июля 2014) — индийская актриса

, танцовщица
 и хореограф, чья карьера в театре и кино длилась около семи десятилетий. Награждена тремя из четырёх высших гражданских наград Индии: Падма Шри, Падма Бхушан и Падма Вибхушан.

## Биография и карьера
Зохра Сехгал родилась под именем Сахиба Зохра Бегум Мумтаз-улла Хан 27 апреля 1912 года в Сахаранпуре (ныне штат Уттар-Прадеш). Она была третьим из семи детей в семье пуштунов-мусульман Мумтаз-уллы Хана и Натики Бегум. В возрасте одного года она потеряла зрение на один глаз из-за глаукомы, однако вскоре была вылечена. Зохра провела детство в городке Чакрата неподалеку от Дехрадуна. Её мать скончалась рано, и её последним желанием было дать детям, особенно дочерям, полноценное образование. Зохру отдали на обучение в колледж Королевы Марии в Лахоре, который она закончила в 1929 году. На следующий год она вместе со своим дядей по матери Саид-уз-Зафар Ханом отправилась в путешествие сквозь Иран, Сирию, Дамаск и Египет, в конце которого остановилась в Дрездене (Германия), где поступила в балетную школу под руководством Мэри Вигман и проучилась там три года. Во время учёбы она побывала на концерте Удая Шанкара, гастролирующего по Европе, и, встретившись с ним, получила обещание, что по возвращении в Индию он возьмет её в свою труппу.
Вернувшись на родину, она некоторое время проработала учителем танцев в своей старой школе, пока ей не пришло приглашение от Шанкара отправиться с ним на гастроли в Японию в 1935 году. После Японии труппа посетила Бирму, Сингапур, Рангун, Куала-Лумпур. Затем последовал второй тур по городам Ближнего Востока и Европы. Зохра была одной из ведущих танцовщиц в труппе в течение 8 лет, а с 1940 года стала преподавать в танцевальной школе Шанкара в Алморе. Однако школу вскоре закрыли, и Зохра вместе с мужем переехала в Лахор, где в октябре 1943 года они открыли Zohresh Dance Institute. Их совместное предприятие тоже просуществовало недолго из-за возросшей напряженности между мусульманами и индуистами, и супруги предпочли переехать в Бомбей подальше от конфликтов. Здесь в 1945 году Зохра присоединилась к труппе Притхви Театра, возглавляемого Притхвираджем Капуром, в составе которой находилась в течение следующих 14 лет.
Она также была членом Ассоциации индийского народного театра, чьими усилиями в 1946 году был снят фильм «Дети Земли», в котором Сехгал сыграла свою первую роль. В этом же году она сыграла в другом фильме Ассоциации — «Город в долине» Четана Ананда. Она также занималась хореографией в нескольких фильмах на хинди, в том числе Baazi Гуру Датта и «Бродяга» Раджа Капура (оба 1951 года). Однако основным её местом работы оставался театр.
В 1959 году, после смерти мужа, она переехала в Дели, где возглавила недавно созданную Natya Academy. В 1962 году перебралась в Великобританию вместе с детьми, получив стипендию Британской Лиги Драмы. После того как средства закончились, она зарабатывала деньги, работая костюмером в «Олд Вик» и играя небольшие роли в театре и на телевидении. В 1964 году она появилась в адаптации рассказа Киплинга The Rescue of Pluffles, и в том же году снялась в четырёх эпизодах «Доктора Кто». К сожалению, все эти эпизоды впоследствии были утрачены. Однако, несмотря на это, Зохра Сехгал была признана самой долгоживущей актрисой сериала. Другой её заметной работой был выпущенный BBC сериал Padosi, рассчитанный на аудиторию, состоящую из эмигрантов. А роль бывшей куртизанки в документальной драме Исмаила Мерчанта The Courtesans of Bombay (1982) помогла получить работу в сериале «Драгоценность в короне». Последний принёс ей широкое признание и обеспечил роли в последующих британско-азиатских проектах, в том числе первом азиатском комедийном ситкоме Channel 4 Tandoori Nights (1985-87), а также драматическом сериале «Моя прекрасная прачечная».
В середине 1990-х Сехгал вернулась в Индию, где продолжила сниматься в кино на хинди. Она появилась в таких фильмах, как: «Любовь с первого взгляда» (1998), «Навеки твоя» (1999), «Наступит завтра или нет?» (2004) и «Вир и Зара» (2004). Сехгал продолжала играть в англоязычных фильмах, например: «Играй, как Бекхэм» (2002) и «Принцесса специй» (2005), часто как традиционная индийская бабушка, стремящаяся прийти к соглашению с современной, чуждой культурой, в то время как её дети и внуки отказались от старых традиций.
В возрасте 94 лет Сехгал сыграла мать героя Амитабха Баччана в успешном индийском фильме «Рецепт любви: без сахара!» и заработала хорошие отзывы от критиков. Её последней ролью стала квартирная хозяйка в «Возлюбленной» Санджая Лилы Бхансали, после чего она перестала сниматься.
Зохра Сехгал была доставлена в Max hospital (Нью-Дели) в среду 9 июля 2014 года с диагнозом пневмония. Актриса скончалась там же в 16:30 на следующий день от сердечного приступа.

## Семья
Большая часть её семьи эмигрировала в Пакистан после раздела Индии, в том числе младшая сестра Узра Батт, которая также была актрисой театра.
Так как брак её старшей сестры Хаджры, рано вышедшей замуж, не сложился, Зохра решила отказаться от замужества ради карьеры. Поэтому, когда Камешвар Сехгал, который был её студентом во время преподавания в Алморе, предложил ей руку и сердце, она лишь посмеялась. Он был младше её на восемь лет, к тому же исповедовал индуизм, тогда как она была мусульманкой. Однако Камешвар не оставил своих попыток и даже убедил отца Зохры, который был против того, чтобы его дочь вышла замуж за индуиста, дать своё благословение. Молодые люди поженились 14 августа 1942 года. В следующем году на свет появилась их дочь Киран, ныне известная танцовщица в стиле одисси. Сына Павана Зохра родила, уже устроившись в труппу Притхви театра. Сейчас он работает во Всемирной организации здравоохранения. Однако успех Зохры привёл к депрессии её мужа, который так и не смог добиться признания в Бомбее. В 1959 году Камешвар покончил жизнь самоубийством.
В 1996 году Зохра опубликовала свои мемуары под названием Stages: The Art and Adventures of Zohra Sehgal. Другая книга, описывающая её биографию, Zohra Sehgal: Fatty, была написана её дочерью в 2012 году.

## Награды
- 1963 — Sangeet Natak Akademi Award[15]
- 1998 — четвёртая по высоте гражданская награда Индии Падма Шри[16]
- 2001 — Kalidas Samman
- 2002 — третья по высоте гражданская награда Индии Падма Бхушан[17]
- 2004 — Sangeet Natak Akademi Fellowship
- 2010 — вторая по высоте гражданская награда Индии Падма Вибхушан[18]